# Kobra indyjska
Kobra indyjska zwana także okularnikiem (Naja naja) – gatunek jadowitego węża z rodziny zdradnicowatych, zamieszkujący Pakistan, Indie, Sri Lankę, Bangladesz, Nepal, Bhutan i prawdopodobnie wschodni Afganistan.
Ubarwienie brązowe lub piaskowe z charakterystycznym rysunkiem okularów na kapturze szyjnym, rozciąganym przez kobrę w chwili zagrożenia. Żywi się drobnymi kręgowcami, zwłaszcza gryzoniami. Często spotykana w pobliżu siedzib ludzkich, do których dociera w poszukiwaniu pożywienia. Dysponuje silnym jadem, składającym się z neurotoksyn. Ukąszenie człowieka może zakończyć się jego śmiercią, jeśli odpowiednio szybko nie zostanie podana surowica.

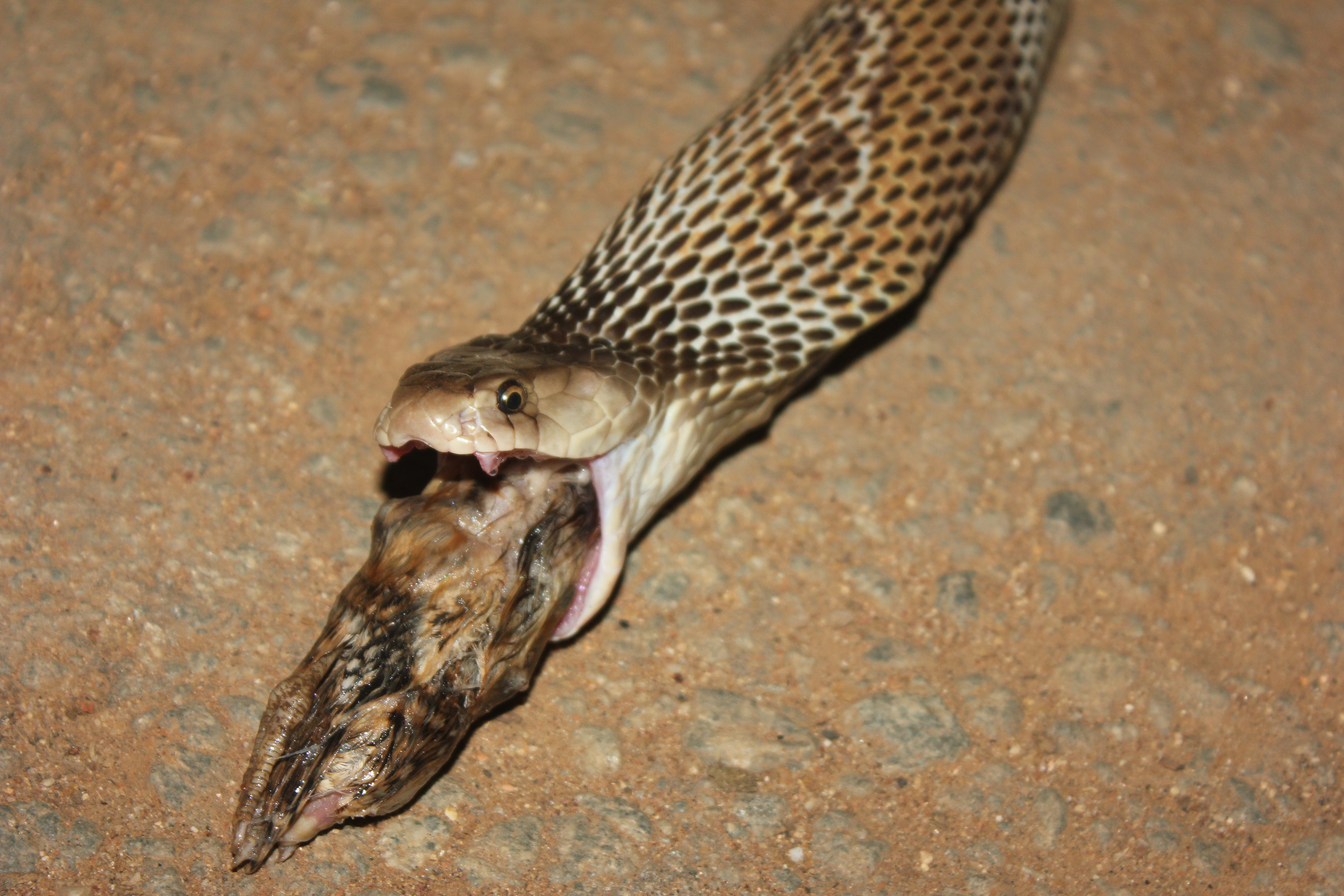
To zdjęcie zostało zrobione, gdy kobra indyjska wymiotowała

## Cechy charakterystyczne
Nazwa "kobra" pochodzi od określenia "cobra di capello", czyli wąż kapturowy, użytego przez pierwszych portugalskich badaczy. Wąż ten ma uzębienie typu Proteroglypha. Kobra indyjska ma dwa haczykowato zagięte zęby jadowe o długości 5-8 mm. Są one krótsze niż u żmij, ale mocniejsze. Kobra jest wężem żyjącym samotnie. Na polowanie wyrusza o zmierzchu i jest aktywna przez całą noc. W mieście podstawę jej pożywienia stanowią myszy i szczury. Kobra żyjąca w lesie lub jego pobliżu poluje na drobne ssaki, żaby, ropuchy i ptaki. Bardzo chętnie zjada ptasie jaja. Poluje także na węże, czasem pożera innego przedstawiciela swojego gatunku. Znajduje ofiary kierując się zmysłem węchu i wzroku. Gdy napotka potencjalną zdobycz, przybiera pozycję właściwą do ataku. Unosi ciało, ocenia odległość, bardzo gwałtownie wysuwa głowę do przodu. Potem następuje ukąszenie. Kobra indyjska rośnie zwykle od 140 cm do 160 cm długości, choć zdarzają się okazy większe, rekord u samicy to 185 cm, a u samca 225 cm. W warunkach hodowlanych kobra indyjska zwykle nie przekracza 180 cm długości.

## Wygląd

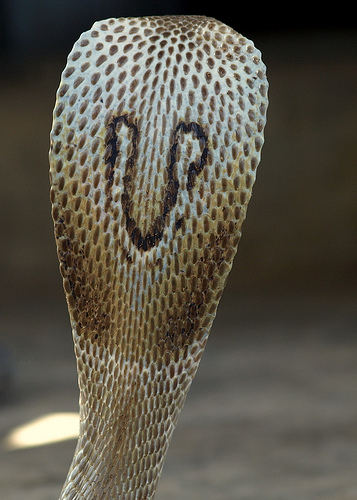
Wzór okularów na kapturze węża

Głowa – jest niewielka, nieznacznie różni się od szyi
Okulary – na grzbietowej części płaszcza kobry widnieje charakterystyczny rysunek przypominający okulary
Oczy – mają okrągłą źrenicę, chronioną przez zrośnięte przejrzyste powieki
Pysk – żuchwa i szczęka są połączone elastycznym więzadłem, co pozwala wężowi szeroko otwierać pysk
Kaptur – zaniepokojony wąż szeroko rozkłada kaptur
Ubarwienie – jest bardzo różnorodne. Może być brązowe, oliwkowe, oliwkowoszare lub czarne. Podgardle jest żółtobiałe

## Biotop
Kobra indyjska zamieszkuje całe Indie. Jest gadem, który potrafi przetrwać w różnych środowiskach. Występuje na odkrytych polach ryżowych, w ogrodach i parkach wielkich miast.
Można się na nią natknąć na trawnikach i bazarach, a nawet spotkać w mieszkaniu. Wyrąb lasów sprzyja rozwojowi kobry indyjskiej, gdyż lubi ona otwarte tereny uprawne.
Jest zwierzęciem wymagającym ciepła, dlatego występuje na obszarach, gdzie przez cały rok panują temperatury dodatnie. Kobra jest zwierzęciem prowadzącym naziemny tryb życia, choć potrafi wspinać się na drzewa i mury, a także jest bardzo dobrym pływakiem.

## Pokarm
Na wolności: żaby, jaja, węże, drobne ssaki. W niewoli: głównie drobne gryzonie: bieguski, myszy, szczury.

## Jad
Kobra indyjska dysponuje bardzo silnym jadem zawierającym neurotoksyny, porażające układ nerwowy. W przypadku nieudzielenia specjalistycznej pomocy lekarskiej natychmiast po ukąszeniu może dojść do śmierci nawet zdrowego, dorosłego człowieka. Zazwyczaj w gruczołach jadowych kobry indyjskiej znajduje się ilość jadu zdolna do zabicia 10–15 ludzi.

## Rozmnażanie
Okres godowy kobry indyjskiej przypada na porę deszczową i trwa od stycznia do kwietnia. W okresie rozrodczym kobry dobierają się w monogamiczne pary. W czasie kopulacji samiec okręca się wokół tylnej części ciała tak, aby mogły połączyć się ich kloaki. Kopulacja może trwać kilkanaście minut. Para pozostaje razem do momentu wyklucia się młodych. Przez dwumiesięczny okres inkubacji węże pilnują gniazda. Samica często otacza jaja swym ciałem. Proces wykluwania się młodych trwa od 3 do 6 godzin. Młode kobry od razu są jadowite, podstawą ich diety są młode myszki, bieguski, jaszczurki i żaby. W pierwszym okresie życia węże bardzo szybko rosną. Pierwsza wylinka występuje 3 dnia życia, druga 8, trzecia 21–25, zaś czwarta około 35–45 dnia. Częstotliwość wylinek w późniejszym okresie życia maleje, gdyż gad rośnie dużo wolniej. Dojrzałość płciową kobra osiąga w wieku 2–4 lat. Kobra składa od 9 do 40 jaj.

## Znaczenie w hinduizmie i buddyzmie

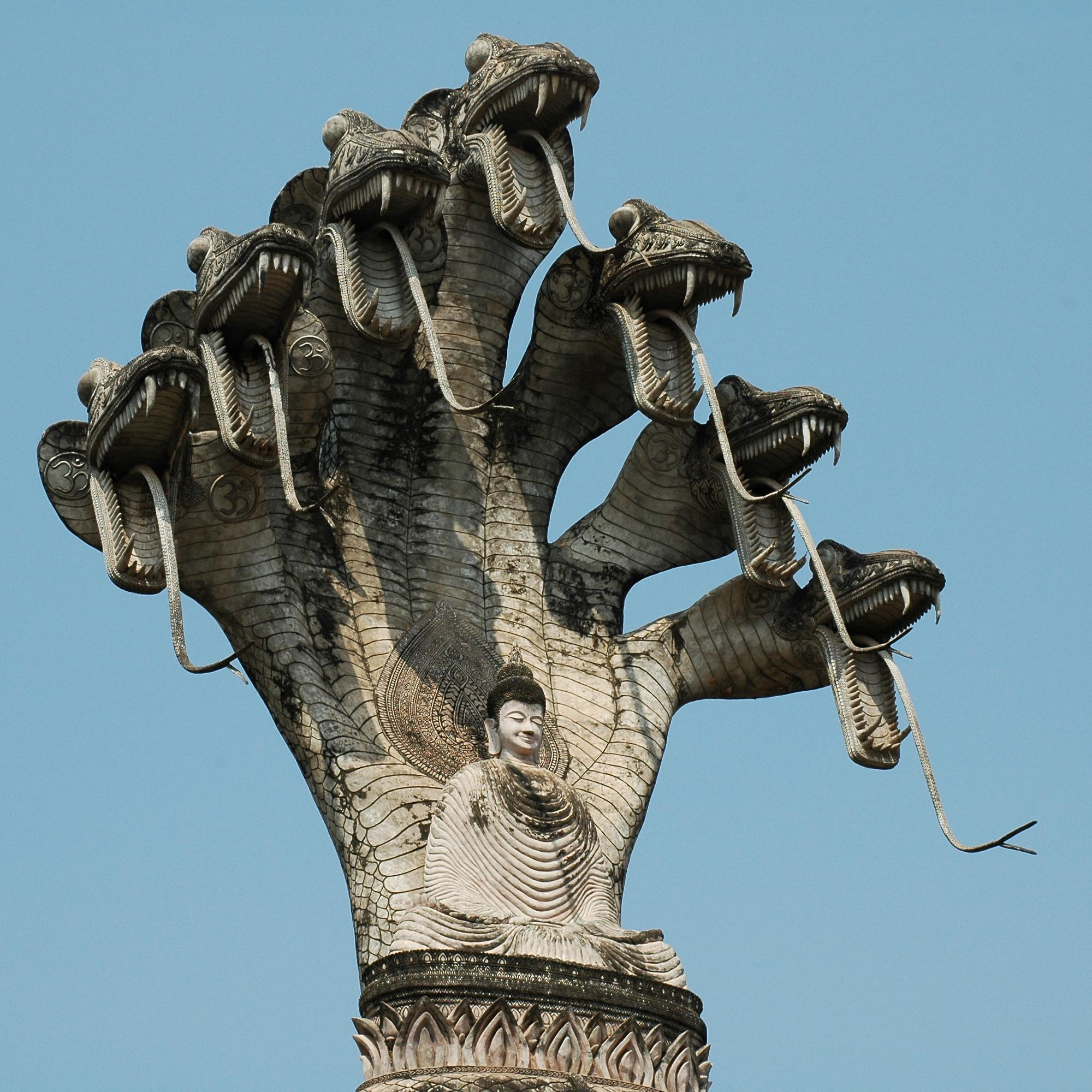
Kobra w ikonografii buddyjskiej

Legenda głosi, że kiedy Budda wybrał się na jedną ze swoich wędrówek, zasnął na pustyni. To właśnie kobra swym kapturem osłoniła go od słońca. Od tej pory w Indiach kobra czczona jest jako obiekt kultu. W hinduizmie kobra jest uważana za manifestację boga Wisznu.